# Robert Serber
Robert Serber (Filadélfia, 14 de março de 1909 — 1 de junho de 1997) foi um físico estadunidense.
Participou do Projeto Manhattan. Nascido em Filadélfia, filho mais velho de David Serber e Rose Frankel. Casou com Charlotte Leof (26 de julho de 1911 — 1967) em 1933. Rose Serber morreu em 1922; em 1928 David casou com a prima de Charlotte, Frances Leof.